# اوسنیک اسید
اسید اوسنیک (به انگلیسی: Usnic acid) یک ترکیب شیمیایی با شناسه پاب‌کم ۵۶۴۶ است.